# Helge Bathelt
Helge Joachim Bathelt (* 27. Mai 1948 in Sindelfingen; † 3. Juli 2023) war ein deutscher Kunsthistoriker, Geistes- und Sozialwissenschaftler, Leiter der Volkshochschule Herrenberg und städtischen Galerie Herrenberg, sowie Vorsitzender der Europäischen Kulturgemeinschaft e.V.

## Werdegang
Bathelt wurde als Sohn des Juristen Ernst Bathelt und der Naturwissenschaftlerin Lydia Bathelt (geborene Grimm) geboren. Von 1958 bis 1966 besuchte Bathelt das Zeppelin-Gymnasium Stuttgart. Nach Abitur und Ableisten der Wehrpflicht studierte er von 1967 bis 1975 Politikwissenschaften, Geschichte und Germanistik an der Universität Tübingen und Kunstgeschichte in Wien. Parallel dazu war er als Tutor von 1972 bis 1975 am Institut für Politikwissenschaften sowie als freier Mitarbeiter am Deutsch-Französischen Institut Ludwigsburg beschäftigt. Seine Magisterarbeit verfasste Bathelt 1973 in Tübingen. Thema der Arbeit war der Vormärz, eine Epoche, die den Zeitraum vor der Märzrevolution 1848/49 beschreibt. Bathelt untersuchte die Vormärzepoche unter Berücksichtigung von Kunst und Kultur. Parallel dazu heiratete Bathelt die Neurologin und Medizinaldirektorin Monika Roth.

### Frühe Jahre
1975 erfolgte die Promotion mit dem Thema Wissenschaftsmethodologie, Anwendung von sozialwissenschaftlichen Methoden auf historische Forschung. Zeitgleich leitete Bathelt die Volkshochschule Herrenberg.
Von 1978 bis 1985 war Bathelt Vorsitzender des VHS Verbands in der Region Mittlerer Neckar West. Als Mitglied der Jury des ersten Jerg-Ratgeb-Preises, folgte Bathelt der Einladung HAP Grieshabers. Der Jerg-Ratgeb-Preis „für Freiheit der Kunst und für Gewaltlosigkeit im Kampf um mehr Menschlichkeit“ wurde durch HAP Grieshaber und Rolf Szymanski begründet und 1977 als erstem dem Bildhauer Rudolf Hoflehner verliehen.
1978 begann Bathelt an der Universität Tübingen, sowie an der Hochschule für Sozialwesen in Esslingen, zu lehren.
In den Jahren 1987 bis 1993 war er Vorsitzender des Verbands der Freien Akademie für Kunst und Design Baden-Württemberg. 1988 begann Bathelt die Zusammenarbeit mit MBArt Stuttgart und deren und deren Eigentümerin Marlis Breitling. 1993/94 war er Vorsitzender des Verbandes freischaffender Bildhauer Württemberg. 1994 wurde ihm durch Wissenschaftsminister Klaus von Trotha der Professorentitel verliehen.
Von 1994 bis 2000 war Bathelt Kurator der nationalen und internationalen Kunstausstellung der Volksbank Herrenberg. 1997 bis 1999 bekleidete er den Vorsitz der Freien Kunstschule Stuttgart (FKS) e.V., der Akademie für Kunst und Design und organisierte im Zuge seiner Tätigkeit u. a. das 50-jährige Jubiläum der FKS im Kunstvereinsgebäude Stuttgart im Referat für Kunst, Wissenschaft und Wirtschaft (Festredner Ernst Fuchs/Wien). Im Jahr 2000 begann Bathelt seine Zusammenarbeit mit der ALGalerie Stuttgart/Budapest. Im Anschluss daran war er von 2001 bis 2003 Kurator der Skulpturenschau EigenArt des Landkreises Böblingen und begleitete parallel dazu Ausstellungsprojekte. 2003 war Bathelt Kurator des Bildhauersymposiums in Ehningen.

### Späte Jahre
2007 gründete Bathelt die Europäische Kulturgemeinschaft e. V., deren Vorsitz er bis zu seinem Tod innehatte. 2011 war er Vorsitzender der Galerie Kunsthöfle in Bad Cannstatt.
2014 gründete Bathelt das Institut für Kommunales Kulturmanagement und begann die Zusammenarbeit mit der Galerie Cornelia Walter in München. 2015 folgte die Einweihung des Jerg-Ratgeb-Skulpturenpfades in Herrenberg.
Bathelt war bis zuletzt als Reiseleiter tätig mit den Schwerpunkten Toskana, Umbrien, Piemont, Andalusien, Budapest, Prag und hielt Laudationes in ganz Deutschland. Seine Ehefrau Monika Bathelt-Roth starb 2015 nach 23-jähriger Krankheit. Das Ehepaar hatte zwei erwachsene Kinder.

## Veröffentlichungen (Auswahl)

### 1972 bis 1980
- Aspekte zur Interpretation der Wiener Oktoberrevolution von 1848. Magisterarbeit. Historisches Seminar der Univ. Tübingen, Abt. für neuere Geschichte, WS 1972/73
- Überlegungen und Materialien zur Tutorenfrage und zur Gestaltung der Einführungsveranstaltungen. Inst. f. Politikwissenschaften der Univ. Tübingen, WS  1973/74.
- Historismus, künftige Geschichtswissenschaft und „Soziohistorie“. Dimensionen einer Diskussion und das System des „situativen Mehrdimensionalismus“ zur Klärung  kausal definierter Prozesse im historischen Bereich des gesellschaftlich-politischen Systems unter Verwendung des Ansatzes der „politischen Kultur“. Diss. im Fachbereich Sozial- und Verhaltenswissenschaften, Pädagogik der Eberhard-Karls-Universitaet Tübingen, 1975.
- Die Epoche der Bauernkriege in sozial-, wirtschafts- und geistesgeschichtlicher Sicht. Das Leben Jerg Ratgebs in seinem situativen Kontext. In: Jerg Ratgeb. Leben und Werk. Zu einer Ausstellung der Stadt Herrenberg im April 1976. Herrenberg 1976, S. 1–16.
- Grundlagenprobleme der politischen Erwachsenenbildung: zur Situation an den Volkshochschulen in Baden-Württemberg. Frankfurt am Main, 1979.

### 1980 bis 1990
- Andras Markos. Entwurf für einen neuen Herrenberger Altar. In: Heilige Kunst. Mitgliedsgabe des Kunstvereins der Diözese Rottenburg-Stuttgart 1982/1983, 21. Jg. Hrsg. Josef Anselm Adelmann von Adelmannsfelden, S. 90–92.
- Einleitung, in: VHS Herrenberg (Hrsg.), H. J. Kaeppeler H. J. Bathelt: Fotografie in der Erwachsenenbildung (= Herrenberger Schriften zur Erwachsenenbildung. Bd. 1). Herrenberg, 1984, S. 7–13,
- Vom Kommerz zum Inhalt. Die Künstlervereinigung „Die Gruppe“ und ihr Gegenwartsverständnis. In: Stiftung Ostdeutscher Kulturrat (Hrsg.): Kulturpolitische Korrespondenzen. Berichte – Meinungen – Dokumente. Nr. 615. Bonn, 25. April 1986, S. 19ff.
- Dialogisches Bilddenken.  Förderpreis  zum Lovis-Corinth-Preis 1987 der Künstlergilde an Andreas Makros. Katalog zur Ausstellung der Preisträger im Museum Ostdeutsche Galerie. 5. Dezember 1987 bis 31. Januar 1988. Gefördert  von der Stiftung Ostdeutscher Kulturrat Bonn. Regensburg 1987, o. S.
- Ferruccio Marchetti. In: Galleria delle Ore (Hrsg.), Ferruccio Marchetti: Mio/Tuo, opere recenti. (italienisch), Mailand 1988, o. S.
- Die Künstlervereinigung „Die Gruppe“. In: Buba, Bunsen, Fabritius, Markos, Mendler: Leonberg. 1989, o. S.

### 1991 bis 2000
- „Schreitender Jüngling“. Anmerkungen zum Werk und zur Werksrezeption von Professor Emil Brüllmann. In: Lotte Schütz (Hg.): Emil Brüllmann, Skulpturen – Zeichnungen – Malerei. Konzeption Helge Bathelt, Stuttgart 1991,  S. 11–25.
- Pilotprojekt  „Ästhetische Früherziehung“. In: Stadt Herrenberg (Hrsg.), Helge Bathelt, Nadja Christo: Ästhetische Früherziehung. Das Herrenberger Modell. Gefördert von der LG Stiftung. Herrenberg 1992, S. 2f.
- Deutschlandbilder 1976–1992. In: Galerie Schönewald, Bernd Schwarzer Beuse: Deutschlandbilder 1976– 1992. Krefeld 1993, o. S.
- Vom Zeichnen. Anmerkungen zum Werk von Michael Hoffmann und Ausblick. In: Michael Hoffmann (Hrsg.): Zeichnungen aus den Jahren 1986 bis 1993,.Neustädten 1993,  o. S.
- Bernd Schwarzer, Deutsch-Europäische Bilder, Blau – Gold – Rot – Schwarz. In: AL Galerie Gerlinde Walz (Hrsg.): Bernd Schwarzer. Deutsch-europäische Bilder. Blau – Gold – Rot – Schwarz, 1976–1994. Stuttgart 1993, o. S. (deutsch und englisch)
- Biographische Notizen – Neue Arbeitstechniken – Die Hagohische Malerei – Die Repro-Malerei -  Die Malerei Glastempera gehämmert – Die Entwicklung. In: Stadt Rennwagen (Hrsg.): Ausstellung Karl Wilhelm Hagenlocher. Retrospektive. Renningen und Tübingen 1994, S. 5–45.
- Alice Herold, Tanz und Bilder. Mit Unterstützung des Ministeriums für Familien, Frauen, Weiterbildung und Kunst des Landes Baden-Württemberg, Stuttgart 1995.
- Werner Schriefers oder die Fähigkeit zur Differenzierung. Essay über ein Stück Kunstgeschichte dieser Republik. In: Al Galerie Gerlinde Walz (Hrsg.): Zum 70. Geburtstag. Werner Schriefers. Stuttgart 1996, S. 15–18.
- „Schnee ist weiss“. Eine Betrachtung der Kunst Egbert Patzigs. In: Egbert Patzig (1909–1988). Maler des expressiven Realismus. Hrsg. Elga Patzig, Konzeption Helge Bathelt. Reutlingen/Tübingen 1997, S. 12–16.
- Freie Kunstschule Stuttgart, Akademie für Kunst und Design. Leistung – Verpflichtung – Perspektive. In: Freie Kunstschule Stuttgart (Hrsg.): 1948–1998. Dokumentation – Arbeitsergebnisse. Festschrift. Stuttgart 1998, S. 2–7.
- Vorbemerkungen. In: SDR. Süddeutscher Rundfunk (Hrsg.): Karl Wägele. Beiträge zum Welt- und Bühnenbild, 1946–1998. Stuttgart, o. S.
- Bernd Schwarzer. Beobachten – Bezeichnen – Bewahren.  Mensch, Natur, Technik im Werk von Bernd Schwarzer., in: Edition Gallas (Hrsg.): Bernd Schwarzer. Bilder, Grafiken, Installationen, Objekte, Photographien, Skulpturen und Zeichnungen. Expo 2000 Hannover, o. S.  (deutsch und englisch)
- (Hrsg.): Karl Kühnle, Malerei als Predigt. Herrenberg 2000. 344 S. 978-3-926809-10-0

### 2001 bis 2010
- Gehen ist Leben, Stehen ist Erkennen. In: Galerie Hell (Hrsg.): Franz Meckl – ins Bild gerückt – Gemälde. München 2001, o. S.
- Das Schweigen der Farbe – Marginalien zum Werk von Frederick Bunsen. In: Frederick Bunsen (Hrsg.): Das Schweigen der Farbe. Zum Rhythmus eines Dialogs. Winnenden 2002, S. 16–17.
- Das Spezifische und das Erreichbare. In: Landkreis Böblingen (Hrsg.): eigenart, Kunst und Natur am Venusberg. Gefördert vom Landkreis Böblingen. 50 Jahre Baden-Württemberg, Stiftung Kunst, Kultur und Bildung der KSK Böblinger (Organisation und Redaktion Helge Bathelt, Silvia Walz). Böblingen 2002/2003, S. 6f.
- Barbara Jäger. Malerin. In: Barbara Jäger (Hrsg.): Barbara Jäger. Karlsruhe 2004.
- Einfachheit, Absicht und Mitteilung. Anmerkungen zum Werk von Franziska Status. In: Franziska Statkus, Bilder 1985–2003. Gefördert von Kulturstiftung der ZF Friedrichshafen AG. 2003, o. S.
- Gerhard Messner – Farbwandlung – nicht nur. In: Gerard Messner (Hrsg.): Gerhard Messner – color change. Trossingen 2005, S. 72f. (deutsch und englisch)
- Der Wille zur Form. In: Carmen Stallbaumer: Rhythmus – zwischen Schatten und Licht. Malerei, Zeichnungen, Objekte. Unterstützt von der Galerie der Stadt Herrenberg. Druckhaus Waiblingen, Galerie Blaues Haus, Aidlingen 2006, S. 6–10.
- Alfons Koller, Kunstprozesse : Html & meta. Stuttgart : VBKW, 2006. — 47 S. — ISBN 9783929419375
- Gernot Kissel. Er selbst. Anmerkungen zu einem bedeutenden Künstler.  In: artwork medienagentur (Hrsg.): Gernot Kissel. Frauen – Landschaften – Stillleben. Speyer 2007, S. 4–11. (deutsch und englisch),
- (Hrsg.): Emotionen, Ingrid Ritterbusch. Herrenberg 2007.
- Eine andere Materialgerechtigkeit. Zum plastischen Werk Dieter Kränzleins. In: edition beck (Hrsg.): Skulpturen & Wandarbeiten. Dieter Kränzlein. Gefördert von Flex-Elektrowerkzeuge, LBBW Stiftung. Sleska Buchbindermeister, reprotechnik herzog, Schildbach Druck, o. O., 2007, S. 2f.
- Guido Messer – Messerscharf. Eine Tour entlang der Wirklichkeit. In: Stadt Herrenberg (Hrsg.): Guido Messer – Skulpturen aus 40 Jahren. Herrenberg, 2008, S. 6–11.
- Auf dem Weg zu uns und zu sich selbst. Anmerkungen zum Werk von Dominika Block. In: Dominika Block (Hrsg.): Exhaustor. Dominika Block 2007/2008.  Öhringen-Cappel, 2008, o. S.
- Ein raffinierter Hund. Anmerkungen zur Kunst Joachim Lehrers. In: VBKW (Hrsg.): Joachim Lehrer. Bilder – 2000 bis heute. Stuttgart/Tübingen 2009, S. 42.
- Über die Reinheit der Form. Anmerkungen zum Werk von Bernd Zimmer. In: VBKW (Hrsg.): Bernd Zimmer, Skulpturen. Stuttgart 2009, S. 3f.
- Barbara Schroeder von Buttlar, Danielle Zimmermann, Sigrid Vogt-Ladner. In: Vernissage. Stuttgart. 12/09, 174, S. 50–53.
- Michael Krähmer – Könnte sein und ist dann auch. Anmerkungen zu Absicht und Wirkung seiner Kunst. In: VBKW (Hrsg.): Michael Krähmer. Magische Landschaften. Ölbilder. Tübingen/Stuttgart 2010, S. 3.

### 2011 bis 2024
- Annerose Lechner – gesucht und gefunden. Bilder aus der eigenen Spurensicherung. In: Annerose Lechner (Hrsg.): Annerose Lechner. Spurensicherung. Ludwigsburg 2011, S. 2f.
- Unsachliche Einleitung und damit der eigentlich wichtige Teil. Alles muss rein, Roland Bentz und sein Materialdruck. Ein deskriptives Arsenal. In: Roland Bentz (Hrsg.): Vom Griffel zum Laser. Mein druckgrafischer Weg. Radierungen.
- Unsplendid Isolation. Hans Peter Dolecki beobachtet. In: Galerie Kunsthöfle Bad Cannstatt (Hrsg.): Hans Peter Dolecki, Grenzpunkte. Foto-Grafik – digital art. Gefördert von der Stadt Stuttgart. Bad Cannstatt 2014, S. 5f.
- Gudrun Sämann, Elemente. Annäherungen. Hrsg. Galerie Kunsthöfle Bad Cannstatt, gefördert von der Stadt Stuttgart. 2015.
- Joachim Lehrer. Kunst in dissonanter Wahrnehmung. In: Bernhard C. Wintzek (Hrsg.): MUT. Forum für Kultur, Politik und Geschichte. Nr. 579, 51. Jg. Juni 2016, S. 84–92.[6]
- Kopfgeburten. Seltsame, überflüssige und grenzwertige Gedichte & Texte. Hrsg. Hans-Peter Dolecki, Herrenberg : textdesign editions, 2024.